# Jan Szczepański (boxer)
Jan Antoni Szczepański (20. listopadu 1939, Małecz – 15. ledna 2017, Varšava) byl polský boxer. Na olympijských hrách v Mnichově roku 1972 získal zlatou medaili v lehké váze (do 60 kilogramů). V roce 1971 se stal ve stejné váhové kategorii mistrem Evropy. Celkem v amatérském ringu absolvoval 290 zápasů, z nichž 251 vyhrál, 15 remizoval a 24 prohrál. Roku 1972 obdržel Řád znovuzrozeného Polska.
Byl vojákem z povolání v Polské lidové armádě. Poté, co mu lékaři diagnostikovali vrozenou srdeční vadu, nemohl v letech 1963 až 1968 závodit. Během této doby propadl alkoholu. Poté, co si vynutil novou zdravotní prohlídku a lékaři s překvapením zjistili, že šelesty na srdci zmizely, se těsně před třicítkou vrátil ke sportu a dosáhl svých největších úspěchů. Přesto nebyl nikdy miláčkem publika – proslulý byl incident, kdy ho fanoušci na domácím mistrovství v roce 1971 vypískali a naštvaný Szczepański strhl svou stuhu vítěze v polských národních barvách a hodil ji do publika. Pro znesvěcení národního symbolu mu pak byl odebrán vybojovaný titul mistra republiky a nesměl nějaký čas boxovat. Před mnichovskou olympiádou se mu ale podařilo vrátit se do ringu i reprezentace. Na olympiádě triumfoval, přestože se mu na pravé ruce vytvořil bolestivý vřed. Boxovat mohl do značné míry jen proto, že před lékaři Mezinárodního olympijského výboru zatajoval svůj skutečný stav. Po vítězné olympiádě pak ukončil závodní kariéru a stal se boxerským trenérem. Kvůli závislosti na alkoholu ale musel sport opustit a pracoval jako dělník.
Objevil se ve filmech Marka Piwowského Promiňte, bije se tady? a Únos Agáty. Zahrál si též hlavní roli v televizním filmu Návrat Filipa Bajona. Tento film, stejně jako film Klinč Piotra Andrejewa, byl částečně inspirován Szczepańskiho životem.